# دانيال فيلدز
دانيال فيلدز (بالإنجليزية: Daniel Fields)‏ هو لاعب كرة قاعدة أمريكي، ولد في 23 يناير 1991 في ديترويت في الولايات المتحدة.

## وصلات خارجية
- دانيال فيلدز على موقع دوري كرة القاعدة الرئيسي (الإنجليزية)
- دانيال فيلدز على موقعبيزبول رفرنس.كوم (الدوري الرئيسي) (الإنجليزية)
- دانيال فيلدز على موقعبيزبول رفرنس.كوم (الدوري الثانوي) (الإنجليزية)
- دانيال فيلدز على موقع إي إس بي إن.كوم (أم.أل.بي) (الإنجليزية)
- دانيال فيلدز على موقع مشجعي الرسوم البيانية (الإنجليزية)